# 펠레케젤라 음포코

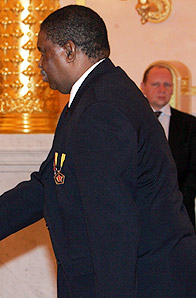
펠레케젤라 음포코

레포트 펠레케젤라 음포코(영어: Report Phelekezela Mphoko, 1940년 6월 11일 ~ 2024년 12월 6일)는 짐바브웨의 정치인이다.
소속 정당은 짐바브웨 아프리카 민족 연맹 - 애국 전선이다.